# Rampova
Nastasia Rampova (Beteró, 29 de diciembre de 1957-Valencia, 18 de julio de 2021), más conocida como Rampova, fue una artista, performer, dibujante y activista por la liberación sexual y de género española.
Con una trayectoria de cuatro décadas, fue una de las principales figuras de la contracultura valenciana en los años setenta y ochenta, así como una pionera del activismo queer y por la liberación de género en España.

## Biografía

### Inicios y activismo
Rampova nació en Valencia, hija de una cocinera y un sindicalista represaliado y posteriormente exiliado en Francia. Desde pequeña afirmó haber vivido su sexualidad con libertad, a pesar del carácter represivo de las escuelas. En abril y octubre de 1971, teniendo catorce años, fue encarcelada en la cárcel Modelo de Valencia en aplicación de la Ley de peligrosidad y rehabilitación social, que condenaba entre otras las conductas homosexuales y de transgresión de género. En febrero de 1974 fue encarcelada de nuevo por el mismo motivo, sufriendo una fuerte represión y violencia por parte de autoridades y presos. Años más tarde contaría estas experiencias en varios documentales y libros de memoria histórica sobre el franquismo.
Durante cinco años trabajó como administrativa y comenzó estudios de Comercio, hasta que fue despedida. En paralelo, en 1976 había empezado en el activismo libertario y por la liberación sexual clandestino, como parte del grupo Orgasmo Atómico. Con el inicio de la transición y la consiguiente eclosión de movimientos sociales, participó en distintas manifestaciones feministas, anti-OTAN y del incipiente movimiento de liberación sexual valenciano. Este se había iniciado de forma organizada con la fundación en 1977 del Front d'Alliberament Homosexual del País Valencià (FAHPV), motivado por la expulsión del carmelita homosexual Antonio Roig. En 1979 se transformó en el MAS-PV, del que el año siguiente se escindiría el Kol·lectiu per l'Alliberament Sexual (KAS), en el que estaba Rampova. Este defendía un frente de lucha más transversal y se reunía en la sede del FEN. Tras su disolución en 1981, regresarían al MAS-PV, ahora llamado MAG-PV. En esa etapa colaboraría con Greta Guevara en distintos números de Papers Gais, y realizó para recaudar fondos las primeras pegatinas LGTB de Valencia.

### Ploma 2
Desde pequeña tuvo un gran interés por la música, y en particular por la figura de Marisol. Ya de adolescente, entraría en contacto con el mundo del cine y figuras como Marlene Dietrich y Greta Garbo, que la influirían en el resto de su trayectoria. Además, Rampova solía vestir con looks deliberadamente provocativos y estrambóticos, que iban de la estética glam (entonces conocida como "gay rock" en España) a la inspiración gótica y el uso de miriñaques y trajes del estilo Dama de las Camelias. En 1980 actuó como telonera para Encarnita Duclown con un número satírico bajo el nombre de Marujita Nochess. Ese año también actuó junto a Greta, Amadorova, Clara Bowie y Antoni Ruiz en el local Cimi's y el Cabaret Literario Barro, con una propuesta que mezclaba cabaret al estilo de la República de Weimar, danza contemporánea y un mensaje satírico y político.
Pronto adoptarían el nombre conjunto de Ploma 2, incorporando ácidos monólogos escritos por Rampova sobre temas como la liberación sexual o el anticlericalismo, versiones de canciones glam o de copla y canciones originales de fuerte carga provocativa, así como elementos de interacción con el público y performance. Ploma 2 fue también de los primeros grupos en cantar sobre el sida en España. Esporádicamente colaboraron con el grupo Rafa Ferrando (haciendo VJ intercalando imágenes de folclóricas y de pornografía gay), la actriz Celia Zaragoza, Teresa, Nacha, Carmen "La Grande" o, desde 1983, la drag king Herminia. Actuaban en salas de espectáculos, pubs, universidades, eventos del movimiento de liberación gay y actos de organizaciones de izquierda (EUPV, CNT, PCE) y otros movimientos sociales. En paralelo, tuvieron que hacer frente a la represión y palizas de grupos neonazis y el acoso de la Brigada 26 de Valencia.
El proyecto se había consolidado como una propuesta de cabaret (que oponían al menos revindicativo music-hall) y "transformismo crítico", con la formación de Rampova, Greta, Clara y Joseba. Amadorova rompe con el grupo en 1982 y hace carrera como artista y diseñador de moda de vanguardia en Madrid, bajo el nombre de La Cerillera Cósmica. En 1987 Ploma 2 se reuniría con él en Madrid, participando en desfiles artísticos con sus diseños. El grupo se quedó una temporada en la ciudad, actuando en locales como el Casi-Casi, el Monosabio, el Café Maravillas, La Lupe y El Calentito y teatros alternativos, así como para COGAM, La Radical Gai y Transexualia. A comienzos de los noventa entran en contacto con Mujercitas (Beatriz Santiago y Paloma Tabasco) y Blanca Li, para quien actúan en Simulacro (1992) con Paco Clavel y otros. Ploma 2, ya solo como Rampova y Clara, giró como parte del grupo de teatro musical de mujeres Circunstanxias, y para ellas Rampova escribe la obra Mujeres en pie de guerra (1995).
De regreso en Valencia, en la segunda mitad de los noventa el dúo se disuelve por la enfermedad de Clara, y Rampova realiza actuaciones junto a Juli Mekànika como Rampova Kabaret. En 1997 recibe en la Estación de Sants una brutal paliza de un boixo noi, que la dejó en coma seis días y con lesiones medulares y neurológicas.

### Gore Gore Gays
En el año 2000 Rampova participa de la fundación de la banda de tecno-pop y punk Gore Gore Gays, el primer grupo musical con letras abiertamente queer en España. El grupo estaba compuesto por ella, Juli Mekànika y Tony Trash, que continuaría liderando el grupo en las formaciones posteriores. Con ellos actuó en sus primeros conciertos, y cantó en los álbumes GGG (2000) y Heteroperfecta (2001).

### Radio
En 1984, tras la disolución del MAGPV, Rampova fundó junto a Clara y Miquel Alamar (Panotxa) uno de los primeros programas radiofónicos gay de España, La Pinteta Rebel. El programa, que duró hasta 1993, se emitía en la radio pirata valenciana Radio Klara. Contaba con noticias sobre la represión a personas LGTB en diferentes partes del mundo, sketches cómicos y música en directo con letras provocativas. La irreverencia del programa motivó numerosas llamadas en directo e intentos de sabotaje por parte de la extrema derecha local. En él participaron también Joan Lluís Molina, Jaume Carballo y Fernando Lumbreras, y llegaron a entrevistar a Ana Belén y Víctor Manuel. El programa precedió a la fundación del Col·lectiu Lambda en 1986, en la que participaron Panotxa y Lumbreras, y que se convertiría en el principal colectivo de la región hasta la actualidad, manteniendo lazos estrechos con el programa.
Tras el aviso del periodista Rafael Ventura Melià de que el colectivo del dossier sobre fallas de Ajoblanco tenía registrado ese nombre, en 1993 el programa cambia de nombre a Polster-Gai, con el que se mantiene hasta 1997. Tras su fin, Rampova y Clara colaborarán esporádicamente en La mar de gai (Radio Horta), conducido por Panotxa. Rampova también participó en programas en emisoras como Radio Puça, Radio 9 o Radio Malva, y entre 2015 y 2016, en el programa La Gauche Divine de Radio Klara.

### Otros
Rampova escribió numerosos textos, poemas y cómics para revistas como Ajoblanco, Perogrullo, Cartelera Turia, Papers Gais o Infogai, con la que colaboró de 1999 a 2009. Asimismo, diseñó decenas de pegatinas que luego fueron utilizadas por diferentes colectivos feministas y LGTB. También realizó papeles en Todos a la cárcel (1993, con Clara) y la trilogía de cortometrajes underground de Tony Trash/Steven Sputnik iniciada con Viviendo en la ínfima (1993).
Sus piezas (fotografías, diseños, cómics, collages, vestuario, textos) han sido expuestas en exposiciones colectivas e individuales, y desde 2018 forman parte del Archivo Rampova Kabarett en L'Armari de la Memòria de la Generalitat Valenciana.

## Obras

### Teatro

#### Como actriz (selección)
- Sonría, Señor Dictador (Carmen Ruiz, 1974).
- La parada de los monstruos (Jaume Carballo, 1984) (con Ploma 2).
- Vampiresas desmadradas o los inicios de la poca vergüenza (1986) (con Ploma 2).
- Muerte y resurrección de una pasión sin razón (Sergio Claramunt, 1987-1988) (con Ploma 2).
- Simulacro (Blanca Li, 1992) (con Ploma 2).
- Matadero Club (Ignacio Dorta, 2016).

#### Como autora (selección)
- Mujeres en pie de guerra (1995) (para Circunstanxias).
- Mujeres de armas tomar (1996).

### Música

#### Con Clara Bowie
- Plumas de cisne (1998).

#### Con Gore Gore Gays
- GGG (2000).
- Heteroperfecta (2001).

### Radio
- La Pinteta Rebel (Radio Klara, 1984-1993).
- Polster-Gai (Radio Klara, 1993-1997).

### Memorias
- Kabaret Ploma 2. Socialicemos las lentejuelas (Imperdible, 2020).

## Filmografía

### Cortometrajes
- Viviendo en la ínfima (Steven Sputnik, 1993).[26]
- Sensación de morir (Steven Sputnik, 1993).[28]
- Mondo Bizarro (Steven Sputnik, 1995).[29]
- El mejor amante del mundo (Verónica Cerdán, 1995).[30]

### Largometrajes
- Todos a la cárcel (Luis García Berlanga, 1993).[25]
- Socialmente peligrosos (Salvador Dolz, 1998).[31]
- Sentenciados sin juicio (Eliseo Blay, 2004).[32]
- 40 años y un día (Salvador Dolz, 2006).[33]
- València, t'estime (Carlos Giménez Pons, 2025).[34]

### Televisión
- Sin fronteras con María Laria (TVE, 1995) (actuación con Circunstanxias).[6]

## Exposiciones
- El Mundo de Rampova Cabaret (La Errería - House of Bent, 2009).[6]
- Rampova Kabaret (Octubre Centre de Cultura Contemporània, 2017).[35]
- Contracultura: resistencia, utopía y provocación (IVAM, 2020).[36]
- ¿Soc el que semble, o semble el que soc? Rampova, obra gràfica (CC Nave 3 Ribes, 2024).[37]
- Ni normal ni anormal: paranormal. Rampova (1957 - 2021), pionera queer valenciana (Centre Cultural La Nau, 2025).[4]

## Legado
En 1998 se estrenó una exposición fotográfica dedicada a Ploma 2 en la Sala Destall de Valencia. En 2016 se estrenó la instalación del artista William James Las ahijadas, que situaba en paralelo las trayectorias de Rampova y de la bailarina y diseñadora de principios de siglo Natacha Rambova, de quien Rampova tomó el nombre. La pieza se exhibió en Es Baluard y el Centre del Carme.
En 2020 se expuso en IVAM la pieza Retrato de Rampova como Medusa Stardust, de Lourdes Santamaría. En 2021 la Generalitat otorgó de forma póstuma una de sus distinciones al mérito cultural del 9 d'Octubre a Ploma 2. Unos meses antes, aún en vida, Rampova fue nombrada "Carnavalera major" por Podem València.
En 2022 se estrenó en Valencia la pieza TranSisters (Clara, Rampova & Me), del artista Graham Bell Tornado, que revindicaba el legado de Ploma 2.

## Premios y reconocimientos
- Premio al mejor programa radiofónico por La Pinteta Rebel del colectivo P.A.R.R.U.S. (1984).[48]
- Triángulo rosa del Col·lectiu Lambda (1998).[49]
- Premio a la libertad sexual del colectivo Herakles Safo (1999).
- Triángulo rosa de COGAM (1999).[49]
- Reconocimiento a la trayectoria artística de la Asociación de Artistes Visuals de València (AVVAC) (2021).[50]